# Vriesea amadoi
Vriesea amadoi är en gräsväxtart som beskrevs av Elton Martinez Carvalho Leme. Vriesea amadoi ingår i släktet Vriesea och familjen Bromeliaceae. Inga underarter finns listade i Catalogue of Life.